# Paul Heidemann

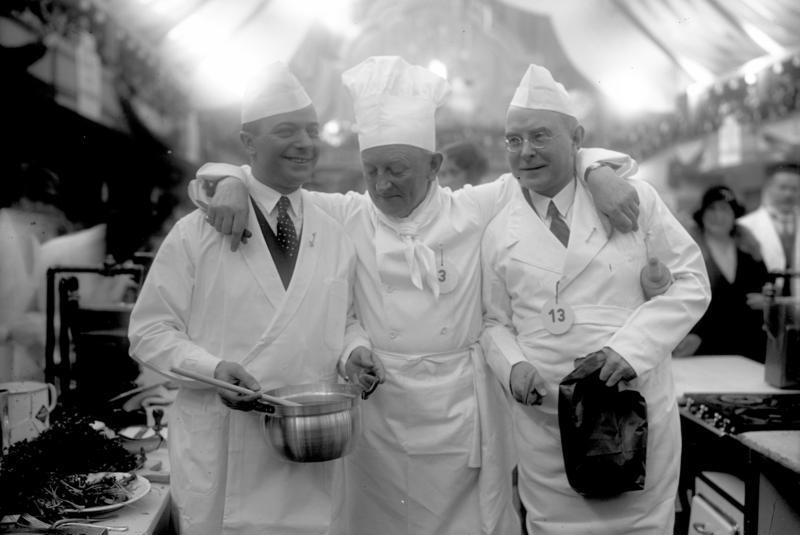
Wilhelm Bendow, Otto Gebühr e Paul Heidemann, em 1931.

Paul Heidemann (Colônia, 26 de outubro de 1884 – Berlim, 20 de junho de 1968) foi um diretor, produtor e ator alemão.

## Filmografia selecionada
- 1912: Das Brandmal ihrer Vergangenheit
- 1914: Angelas Mietgatte (Regie)
- 1914: Ihr Unteroffizier
- 1914: Die beiden Schwestern
- 1914: Teddy als Filmoperateur
- 1914: Teddy chloroformiert seinen Vater
- 1914: Teddy ist herzkrank
- 1955: Ein Polterabend
- 1955: Premiere im Metropol
- 1955: Oh – diese „lieben“ Verwandten
- 1956: Heimliche Ehen
- 1956: Junges Gemüse
- 1957: Bärenburger Schnurre
- 1958: Meine Frau macht Musik
- 1958: Piefke, der Schrecken der Kompanie
- 1958: Das Stacheltier: Abenteuer auf dem Mond
- 1961: Die göttliche Jette